# Prager Philharmoniker
Die Prager Philharmoniker (tschechisch: Filharmonici města Prahy oder Pražští filharmonici, internationaler englischer Name: Prague Philharmonics und The City of Prague Philharmonic Orchestra) sind ein tschechisches Sinfonieorchester aus Prag.

## Geschichte
Nach dem Zweiten Weltkrieg wurde das zunächst hauseigene Orchester der Filmstudios Barrandov als Filmový Symfonický Orchestr (FISYO), zu deutsch: Filmsinfonieorchester, 1948 gegründet und ist damit in Europa mithin das älteste Orchester seiner Art. Seine Aufgabe bestand darin, die Musik für das jährliche Dutzend heimischer Filmproduktionen einzuspielen. 1989 wurde das Staatsorchester als ökonomisch untragbar aufgelöst. Die Musiker gaben „ihr“ Orchester nicht auf und stellten es sukzessive auf eigene Beine. Zunächst trat das Ensemble als Tschechische Symphoniker Prag auf, änderte seinen Namen jedoch aufgrund wiederholter missbräuchlicher Verwendung der Bezeichnung durch andere Orchester schließlich 1995 zu Prager Philharmoniker als rein marktwirtschaftlich, ohne staatliche oder kommunale finanzielle Zuwendung, organisiertes Orchester. Mit diesem Wirtschaftsstatus gehören sie zu den Ausnahmen im europäischen Musikleben.
2014 wurde der Markenname The City of Prague Philharmonic Orchestra aus dem Tschechischen Firmenregister gelöscht.

## Wirken
Konzertreisen führten die Prager Philharmoniker durch viele Länder Europas und sind gegenwärtig ein Schwerpunkt ihres Wirkens. So gestalteten sie im deutschsprachigen Raum Festivals und Musikwochen in Aachen, Altenberg, Berlin, Corvey-Höxter, Dresden, Hamm, Köln, München, Paderborn, Schwarzwald MF, Speyer, Straßburg und Worms mit. Musikalisch verbindet das Orchester Klassik nicht nur mit Filmmusik, sondern gelegentlich auch mit Jazz oder Pop.
Unter der Bezeichnung Klassik als Event bietet es neben den  Philharmonic Rocks eine  Reihe Classics for Kids mit dem Dirigenten/Präsentator Michel Macheè.
Die Philharmoniker traten darüber hinaus mit etwa 80 Kantoreien oder Konzertchören auf. Bei diesen chorsinfonischen Gastprojekten befindet sich ein Kürzel aus drei Buchstaben an ihren Namen: KSO, was für Konzert, Studio und Oratorium steht.

Zu den Höhepunkten des Prager Musiklebens gehören die Neujahrskonzerte der Prager Philharmoniker unter der Leitung von Friedemann Riehle. 
Das Orchester bestreitet daneben rund 200 Aufnahmesitzungen im Jahr, zu den Kooperationspartnern zählen decca, EMI, Sony BGM sowie europäische, US-amerikanische und kanadische Filmstudios und -komponisten. Bei CD-Aufnahmen gastierten u. a. die Solisten Jonas Kaufmann und Sol Gabetta sowie die Dirigenten Georg Solti und Yehudi Menuhin. 2015 spielte das Orchester den Soundtrack für das Computerspiel The Book of Unwritten Tales 2 ein.
Die Prager Philharmoniker sind Mitbegründer der Initiative Prager Klassik. Ehrendirigent ist Mario Clemens, als Dirigenten wirken u. a. Petr Vronský, Leoš Svárovský, Nick Raine, Friedemann Riehle, Richard Hein, Charles Olivieri-Munroe, Alexander J. Süß, Adam Clemens und Boris Perrenoud. Erster Konzertmeister ist Radek Šandera. 2005 ist aus den Prager Philharmonikern eine Camerata hervorgegangen, die unter dem Namen Concerto Prague in kammerphilharmonischer Besetzung konzertiert.